# Bistum Charlotte
Das Bistum Charlotte (lateinisch Dioecesis Carolinana, englisch Diocese of Charlotte) ist eine in den Vereinigten Staaten gelegene römisch-katholische Diözese mit Sitz in Charlotte, North Carolina.

## Geschichte
Das Bistum wurde am 12. November 1971 durch Papst Paul VI. aus Gebietsabtretungen des Bistums Raleigh errichtet und dem Erzbistum Atlanta als Suffraganbistum unterstellt. 1977 wurde das Territorium der aufgelösten Territorialabtei Belmont-Mary Help of Christians an das Bistum Charlotte angegliedert.

## Weblinks

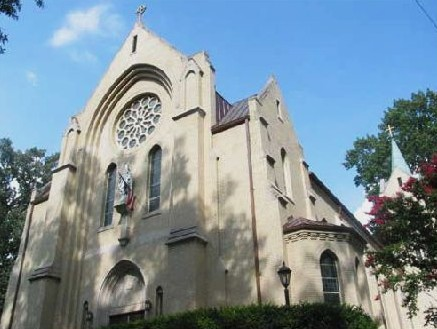
St.-Patricks-Kathedrale in Charlotte

## Bischöfe von Charlotte
| Zeitraum  | Name/Bemerkung                                     |
| --------- | -------------------------------------------------- |
| 1971–1984 | Michael Joseph Begley                              |
| 1984–1993 | John Francis Donoghue, dann Erzbischof von Atlanta |
| 1994–2002 | William G. Curlin                                  |
| 2003–2024 | Peter Joseph Jugis                                 |
| seit 2024 | Michael Martin OFMConv                             |